# Njakafjäll
Njakafjäll är ett naturreservat i Vilhelmina kommun i Västerbottens län.
Området är naturskyddat sedan 2000 och är 6 214 hektar stort. Reservatet omfattar toppen av fjället samt dess nordost och sydvästsluttningar och består av gammal granskog.